# Винниченко, Николай Александрович
Николай Александрович Винниче́нко (10 апреля 1965, с. Октябрьское, Шемонаихинский район, Восточно-Казахстанская область, Казахская ССР, СССР) — российский государственный деятель, юрист. Заместитель Генерального прокурора Российской Федерации с 27 марта 2013 года.
Полномочный представитель президента Российской Федерации в Северо-Западном федеральном округе (2011—2013).

## Биография
В 1987 году окончил юридический факультет Ленинградского государственного университета им. А. А. Жданова по специальности «Правоведение», однокурсник Д. А. Медведева, в дальнейшем занимавшего должности Председателя Правительства России и Президента России.

### Карьера в прокуратуре Санкт-Петербурга
В 1987—1994 гг. работал в прокуратуре города Ленинграда (Санкт-Петербурга): стажёр, прокурор отдела по надзору за исполнением законов о несовершеннолетних, помощник и старший помощник прокурора города по надзору за следствием в органах КГБ, начальник отдела по надзору за следствием в органах федеральной безопасности.
1995—1998 гг. — прокурор Московского района Санкт-Петербурга.
С 1998 по 2001 гг. — заместитель прокурора Санкт-Петербурга, осуществлял надзор за следствием, с конца 2000 г. — надзор за милицией.
С 2001 по 2003 гг. — главный федеральный инспектор по Санкт-Петербургу аппарата полномочного представителя Президента России в Северо-Западном федеральном округе.
С 2003 по сентябрь 2004 года — прокурор города Санкт-Петербурга.

### Директор Федеральной службы судебных приставов
В 2004 году в Министерстве юстиции Российской Федерации проходила реорганизация. В результате административной реформы в Российской Федерации был создан специальный федеральный орган исполнительной власти — Федеральная служба судебных приставов, одной из основных задач которой стала организация принудительного исполнения судебных актов судов общей юрисдикции и арбитражных судов.
21 октября 2004 года Указом Президента России назначен директором Федеральной службы судебных приставов — главным судебным приставом Российской Федерации. После этого назначения переехал из Санкт-Петербурга в Москву.

### Полномочный представитель Президента Российской Федерации
8 декабря 2008 — 6 сентября 2011 — полномочный представитель Президента Российской Федерации в Уральском федеральном округе.
Во время его службы в Екатеринбурге был построен специальный дворец для полномочных представителей Президента.
С 6 сентября 2011 года по 11 марта 2013 года — полномочный представитель Президента Российской Федерации в Северо-Западном федеральном округе.

### Заместитель Генерального прокурора Российской Федерации
11 марта 2013 года Генеральный прокурор Российской Федерации Юрий Чайка внес в Совет Федерации Федерального Собрания Российской Федерации кандидатуру Н. А. Винниченко для назначения на должность Заместителя Генерального прокурора Российской Федерации.
27 марта 2013 года Совет Федерации Федерального Собрания Российской Федерации по результатам тайного голосования назначил Н. А. Винниченко на должность Заместителя Генерального прокурора Российской Федерации.

## Классные чины
- Классный чин органов юстиции Российской Федерации — Действительный государственный советник юстиции Российской Федерации 1 класса. (С 12 декабря 2005 года — Государственный советник юстиции 1 класса, после реформы чинов в 2007 году, без переаттестации, стал считаться в равном действующем чине)
- Классный чин федеральной государственной гражданской службы Российской Федерации — Действительный государственный советник Российской Федерации 1-го класса (С 13 декабря 2008 года)[8]
- Классный чин прокуратуры Российской Федерации — Государственный советник юстиции 1 класса (с 31 августа 2013 года)[9]

## Награды
- Орден «За заслуги перед Отечеством» IV степени;
- Орден Почёта (2007);
- Медаль «За заслуги в проведении Всероссийской переписи населения»;
- Медаль «В память 300-летия Санкт-Петербурга»;
- Медаль «В память 1000-летия Казани»;
- Почётная грамота Президента Российской Федерации (27 апреля 2015 года) — за заслуги в укреплении законности и правопорядка, многолетнюю добросовестную службу, активную общественную деятельность[10];
- Благодарности Президента России;
- Почётная грамота Правительства Российской Федерации (19 декабря 2013 года) — за заслуги в укреплении законности и правопорядка, защите прав и свобод граждан[11];
- Орден святого благоверного князя Даниила Московского II степени (РПЦ, 2010 год)[12];
- Нагрудный знак «Почётный работник прокуратуры Российской Федерации»;
- другие медали и знаки.

## Семья
Винниченко женат, у него есть сын. Семья проживает в Санкт-Петербурге. После назначения в декабре 2008 года Николая Александровича полномочным представителем президента в Уральском федеральном округе, семья решила не переезжать в Екатеринбург: «Жена у меня работает судьей, сыну 15 лет, он учится в школе. Поэтому хочется, чтобы он закончил её в прежнем коллективе. Сейчас мы думаем, как поступить».